# Kalev (estnische Mythologie)
Kalev ist eine Heldenfigur des estnischen Nationalepos Kalevipoeg.
Kalev war mit Linda verheiratet. Zusammen mit ihr hatte er drei Kinder. Der jüngste Sohn Kalevipoeg wird erst nach seinem Tod geboren. Er wurde angeblich auf dem Domberg (heute Teil von Tallinn) begraben. Seine Frau Linda trug die Steine zusammen, die den Domberg bilden. Sie schafft aber den letzten Stein nicht und vergoss deshalb Tränen. Aus den Tränen seiner Witwe Linda soll der Sage nach der Ülemiste-See entstanden sein.
Im vom Friedrich Reinhold Kreutzwald verfasste Nationalepos Kalevipoeg wird sein Leben in den beiden ersten Gesängen beschrieben. 